# Tysiąc akrów krzywd
Tysiąc akrów krzywd – amerykański dramat obyczajowy z 1997 roku na podstawie powieści Jane Smiley.

## Główne role
- Michelle Pfeiffer - Rose Cook Lewis
- Jessica Lange - Ginny Cook Smith
- Jason Robards - Larry Cook
- Jennifer Jason Leigh - Caroline Cook
- Colin Firth - Jess Clark
- Keith Carradine - Ty Smith
- Kevin Anderson - Peter Lewis
- Pat Hingle - Harold Clark
- John Carroll Lynch - Ken LaSalle

## Nagrody i nominacje
Złote Globy 1997
- Najlepsza aktorka dramatyczna - Jessica Lange (nominacja)